# Dickinson (Teksas)
Dickinson je grad u američkoj saveznoj državi Teksas. Prema popisu stanovništva iz 2010. u njemu je živjelo 18.680 stanovnika.